# 학군사관
학군사관(學軍士官, 영어: Reserve Officers' Training Corps (ROTC)) 혹은 학군장교(學軍將校)는 대한민국에서 학군단이 설치된 4년제 대학에 재학 중인 학생들을 선발하여 군사교육을 실시하고 임관종합평가제를 최종적으로 합격하게 되면 졸업과 동시에 학군장교로 임관시키는 제도다.
원래 의미는 모병제 국가에서 국가긴급상황이 발생해 병력충원방식을 징병제로 전환할 때 장교로 징병할 인원을 미리 육성시키는 제도가 ROTC다. 따라서 정규 장교가 아닌 임시장교제도로 Reserve(임시) Officers’(장교) Training(훈련) Corps(과정)이 ROTC의 진짜 의미이다. 이 때문에 ROTC는 예비역 소위를 육성하는 것을 기본 방침으로는 하되, 훈련받은 인원 중 매우 뛰어난 극히 일부의 인원만 현역 장교로서 배치하도록 되어 있다. 미군 ROTC의 경우 전체 인원의 5%만 현역 소위로 배치하며 나머지 95%는 예비역 소위로, 소위 임관과 동시에 전역한다. 다만 대한민국 국군의 경우 병역이 징병제이기 때문에 일부 인원이 아닌 전체 인원을 현역 소위로 배치한다. 원칙적으로 ROTC는 소위 임관과 동시에 예비역으로 전역하는 것이며 대한민국 국군의 경우 원칙은 전역 후 현역으로 재응소하는 형식으로 군복무를 하는 것이지만 국방부에서는 전역 과정과 재응소 과정을 생략한 채 임관과 동시에 바로 현역으로 배치한다.
미국은 정통 ROTC 방식으로 ROTC를 운영하기 때문에 ROTC 출신은 어지간해서는 현역으로 복무시키지 않으며 이 때문에 캘리포니아 대학교 버클리 ROTC 출신인 윌리엄 F. 딘은 1921년에 소위로 임관하자 미국 연방 육군으로 배치되지 못하고 캘리포니아 주방위군으로 배치되었다가 1923년 중위때 미국 연방 육군으로 전군해서야 본격적으로 군 커리어를 시작했다.
참고로 징병제와 학군사관 제도를 병행하는 국가는 대한민국이 유일하다. 나머지 학군사관 제도를 실시하는 나라는 전부 모병제 국가이다. 대한민국이 학군사관을 이렇게 운영하는 바람에 대한민국 학군사관은 원래 의미인 ROTC와는 다르게 OCS에 더 가까워졌다.

## 역사

### 창설 배경
대한민국 최초의 학군단은 해군에서 태동하였다. 해군의 경우, 1959년 3월 11일 한국해양대학교에 해군 부산 군사교육단(해군 제1001학생군사교육단)을 설치함으로써 3군 최초의 학군단을 출범하였다. 해양대학교에 해군 학군단이 설치된 이유는 학교의 성격 및 설립 목적과 관련이 깊다. 한국해양대학교는 1947년부터 1949년까지 국방부 소속이었으며, 1958년 10월 17일에는 해군 예비원령(대통령령 제1935호)이 공포 시행되어 학생 총원이 학군사관후보생 신분인 상선사관학교와 같은 모습이었다. 시간이 흐름에 따라 관련 병역법에서 몇 차례 변경이 있었고, 현재는 선택제 학군단과 승선근무예비역 제도가 함께 시행되고 있다. 해양대학교의 해군 학군단 제도는 상선사관 (상선의 항해사/기관사) 및 국가 해운인력을 양성하는 해양대학교의 학생들이 졸업 직후에 현역이 아닌 해군 예비역 신분으로 상선에서 승선근무할 수 있도록 하기 위해 시행되었다. 따라서 학생들은 재학기간 중에 전공 뿐만 아니라 군사학 및 군사훈련을 이수해야 하였고, 졸업식은 임관식으로 치루어졌다. 대부분의 졸업생들은 해군 소위로 임관함과 동시에 전역하여, 해군 예비역으로 상선에서 군복무를 수행하였다. 졸업생 일부는 현역 해군 장교로 복무하였다. 평시에는 해상운송을 통해 국가 경제에 기여하고, 전시에는 해군 예비역으로서 해상에서의 병참을 책임지는 상선사관에 대한 효율적인 인력 운용을 위한 제도라고 할 수 있다.
육군의 경우, 1960년대 초 당시 대한민국 정부는 남북간의 대치 상황에서 시급히 군사력을 증가시켜야만 하는 절체절명의 입장에 처하였다. 이의 일환으로 대학생들을 선발하여 군사교육을 실시하고 졸업과 동시에 장교로 임관시켜 군의 초급지휘자로 활용하는 제도를 시행함으로써 당시 군의 지휘체계상 가장 심각한 문제였던 초급지휘자들의 자질문제를 해결하기 위해 학군사관 제도가 창설되었다. 이는 대학을 졸업한 각기 전공 분야에서 전문 지식을 갖춘 엘리트 자원을 단기간에 충원하여 상비전력을 증강하고, 현역 복무후에는 이들을 예비군 지휘관으로 편입시킴으로써 예비전력을 실질적으로 전력화하는 장점이 있었다. 뿐만 아니라 학군사관은 4년간 교육하는 육군사관학교에 비해서 양성교육예산 부담을 현격히 경감시킬 수도 있었다.
- 해군 학군단 : 1959년 3월 11일 한국해양대.
- 공군 학군단 : 1971년 한국항공대.
- 여대 학군단 : 2010년 숙명여대.

### 명칭 및 제도의 변천
1961년 6월 1일 학도군사 훈련단 창설과 동시에 육군본부에서는 학훈단의 부대상징을 통일시키고 ROTC 후보생들에게 장교후보생으로서의 긍지와 품위를 고양시키기 위하여 학훈단의 부대상징을 제정하기로 하였다. 이에 따라 각 학훈단의 의견을 수렴한 결과 그 당시 미국내 대학에서 사용중이던 ROTC 휘장 디자인을 모방해 ROTC 영문자를 초록색 바탕에 노란색 글자로 표기한 문양으로 최종결정하였으며 각 학훈단에서는 위 휘장을 ROTC 후보생들의 교복 왼쪽 팔 상박부에 부착토록 함으로써 일반대학생들의 복장과 차별이 되도록 하였다. 5기생부터는 자주국방 정신과 민족의 주체의식 확립차원에서 방패모양의 청색바탕에 학도군사훈련단의 약자인 '학훈단'이라는 흰색글자를 쓴 휘장을 사용하였으며, 1972년부터 학도군사훈련단 명칭이 학생군사교육단으로 변경됨에 따라 약칭도 학훈단에서 학군단으로 개정되었다.
학군사관후보생에 대한 호칭은 초기에는 예비역장교로 임관후 보충소집절차를 거쳐 군에 복무하도록 한 제도의 성격을 고려하여 '예비역 장교훈련단' 또는 '예비역 무관후보생'으로 정하였다. 그러나 장교양성과정인 ROTC제도가 예비역 신분으로 관리되었고 호칭상으로도 어감이 좋지 못하였을뿐 아니라 장교 임관후 군복무를 시키기 위해서는 전·평시의 보충소집영장을 하령해야 하는 등의 번잡성이 있었고 육군의 경우에는 타군과는 달리 실제로 임관인원 전원을 현역으로 임용하기 때문에 임관장교 전원을 예비역장교로 임명한다는 것은 이치에도 맞지 않았고 대학원 졸업생 등의 병역특례에 관한 특별조치법의 규정에 의한 특수전문 요원인 석사출신의 예비역 장교와도 신분관리를 명확히 구분할 필요가 있었기 때문에 관련 병역법 개정을 추진하였다.
이리하여, 1983년 후보생 신분을 후보생 기간은 대학생이라는 고유의 학생신분과 군의 후보생 신분을 동시에 보유하고 있는 상태이고 군부대 정원, 급여 및 수당 등과의 관계, 그리고 군법 및 군징계의 적용제한 등의 문제점과 현역으로 관리할 경우 대학과의 문제야기 가능성 등을 고려하여 제1국민역으로 결정하였다. 이러한 병역법 개정에 따라 후보생 명칭을 예비역 장교후보생에서 학군사관후보생으로 개칭하여 후보생 기간중에는 '학군사관후보생' 임관시는 '학군출신장교' 등 일관성을 유지하게 되었다.

## 학군사관 장교에 대한 통계
학군사관 제도는 2017년 현재 배출한 장교가 약 19만 명이며 10기까지 대장 6명을 포함한 장군 52명, 17기까지 대령 215명을 배출하였으며 현역 국군 장교 2만여명 중 학군사관 출신 장군이 20여 명에 이르고 있다.
군 뿐만 아니라 사회 각계각층에서 리더로서 거대한 학군사관 인맥을 형성하고 있다.
ROTC 중앙회에서 회원 10만 여명을 대상으로 조사한 결과(2008)
- 입법·행정분야에 2,145명(전 경찰청장 등)
- 정계(국회의원 17명 등) 1,001명
- 언론계 915명(국장급 이상 60여명)
- 교육계 교수 3,217명(대학총장 8명 = 서울대학교 이장무 총장, 서강대학교 손병두 총장, 숭실대학교 황준성 총장, 단국대학교 장호성 총장, 명지대학교 유병진 총장 등),교사 4,521명
- 경제계 10,000명(50대 기업임원 34.8%, 손길승 sk텔레콤 명예회장, 박영주 이건산업 회장, 허진규 일진그룹 회장, 이충구 유닉스전자 회장, 삼성 사장단 54명 중 10여명, 강성원 LS니꼬동제련 사장[3], 정해붕 하나SK카드 사장, 김영진 한독약품 회장, 송범 대림C&S 대표, 황호건 어울림네트웍스 대표, 이왕돈 대전방송(TJB) 사장, 전원식 도레이폴리텍 대표, 류재승 웅진개발 대표 등)
- 연예계(배우 안성기(한국외국어대학교), 희극 배우 이상용(고려대학교), 배우 주현(건국대학교), 가수 마블제이(경희대학교) 등)

이 종사하고 있는 것으로 나타났다.
그러나 병 복무기간이 계속 감축되는 와중에 학군사관의 복무기간은 계속 고정되어 있으며 이 때문에 학군 61기(2023년 임관) 후보생은 미달 사태가 났다. 대한민국에서는 병역 의무 기간에 따라 짧을수록 선호도가 높다. 때문에 부사관의 경우 직업 군인을 하지 않을 거면 지원을 하지 않아서 현역 복무자 수는 장교와 부사관이 비슷한 숫자이지만 예비역 숫자는 부사관이 현저하게 적다. 과거 학군 35기가 소위로 임관한 1997년도의 경우 학군사관은 28개월, 병은 26개월로, 장교가 소위로 임관하면 의무적으로 신임장교 지휘참모과정에서 4개월 동안 더 훈련을 받는다는 것을 감안하면, 학군장교의 실제 자대 복무가 24개월이라서 이 때문에 이 당시 학군장교의 경쟁율은 꽤 치열했으나 2021년 현재 병이 18개월로 줄어든 반면 학군사관은 복무 기간이 그 당시와 동일한 28개월이기 때문에 신임장교 지휘참모과정 4개월을 제외하더라도 학군사관이 6개월을 더 복무하는 꼴이다. 이 때문에 6개월이나 더 복무하는 학군사관은 그 인기가 시들어버린 것이다.

## 특징
- 육군 학군단의 경우 4학년 후보생이 되면 해병대로 전환할 기회가 생긴다. 해병대로 전환할 경우 복무기간이 4개월이 감소하게 된다. 학군단이 원래부터 해병대로 설치된 학군단은 처음부터 적용되어 있으며 마찬가지로 처음부터 복무기간이 짧다.
- 장교 임관 과정 중 유일하게 영외 생활을 한다. 사관학교는 4년 또는 2년[5]간 영내생활을 하며 학사사관과 간부사관 역시 영내생활을 한다. 학기 중에는 일주일 당 7시간의 수업을 받는 군사학 과목만 더 이수하며 매 방학마다 4주씩 기초군사훈련을 받는다.

## 문제점

### 과거의 문제점
후반기 학사사관이 존재하던 시절 학군사관은 후반기 학사사관에게 구타 가혹행위를 하는 짓이 만연하여 문제가 되기도 했다. 특히 학사사관이 같은 년도에 임관하는 타출신 장교들보다 몇개월 정도 늦게 임관한다는 점을 이용해서 과거의 학군사관 출신 중소위급 장교들은 같은 년도에 임관한 학사사관 출신 장교들에게 이등병 특유의 마인드인 개월수 따지기를 해가면서 강압적인 위계서열을 행사하며 구타와 가혹행위를 일삼아왔다. 이는 오직 짧게 복무하고 제대하는 학군사관만의 문제점이며 육군사관학교와 육군3사관학교는 학군사관과는 달리 최소 5년 이상 무조건 복무해야 하기 때문에 소대장 시절에 학군사관처럼 똥군기를 부리면 대위때 힘들어진다. 특히 평생 군복무를 하는 육군사관학교의 경우는, 이렇게 행동하면 영관급 장교로 진출하기 어려워진다. 짧게 복무하고 빨리 제대해서 도망치는 게 가능한 학군사관만 가능한 행동이다.
참고로 장교는 병이나 부사관과는 달리 지휘 보직이 많고 중령에 이르러서는 누가 먼저 진급할 지 전혀 알 수 없기 때문에 호봉은 서열이 될 수 없고 오직 계급만 서열로서 인정된다. 만약 장교도 병이나 부사관처럼 호봉을 서열로 인정하게 되면 먼저 진급한 후배 연대장에게 진급이 누락된 고참 대대장이 항명할 가능성이 매우 높아지며 이렇게 되면 군 지휘체계가 매우 문란해진다. 일례로 중장에 진급하면 모든 보직에서 자신보다 호봉이 높은 장성급 장교를 부하로 두게 되는데 호봉을 서열로 인정하게 되면 중장과 대장은 호봉이 높은 부하들에게 항명을 당할 가능성이 생긴다. 때문에 장교는 합동참모의장에 오르면 아무리 호봉이 낮아도 군대 내부에서 가장 높은 사람이 되는 것이다. 참고로 이 때문에 공군 장성급 장교에서는 후배가 대장에 진급하면 선배와 동기 중장들은 전원 전역하는 것이 관례이며 이 관례로 인해 공군 중장의 대거공백을 막기 위해 원인철이 공군참모총장으로 취임했다.

### 현재의 문제점
학군사관은 그 구조적 결함으로 인해 크게 네 가지의 문제점이 존재한다.
첫째, 모든 장교 임관 과정 중에서 유일하게 지역구 선발과정이다. 각 군 사관학교는 말할 것도 없거니와 육군3사관학교, 학사사관, 간부사관 모두 전국구 선발이기 때문에 일정 수준에 도달하지 않으면 합격할 수 없다. 하지만 학군사관은 전국구 선발이 아닌 대학별 지역구 선발인 관계로 해당 대학교 내에서만 잘하면 선발되며 이로 인해 지잡대 학군단의 경우 자질이 의심되는 장교가 임관한다. 물론 이런 문제로 인해 지잡대 학군단의 경우 학군단장이 중령이다. 2022년 학군사관 지원자 대폭 감소의 여파로 일부 명문대도 학군단장이 중령으로 강등되었다. 본디 학군사관은 B학점 이상이어야 지원이 가능하지만 지잡대에서는 B학점은 물론 그보다 급이 높은 A학점도 명문대의 C학점보다 못한 것이 사실이다. 이러한 맹점으로 인해 학군사관에서는 계속 부실한 장교들이 양산되고 있다. 아래의 '학생군사교육단 목록'을 보면 폐교로 인해 없어진 학군단이 이런 지잡대 학군단이며 여기에서 배출된 장교들은 그 자질을 보증할 수 없다. 장교 지원 자격이 종합대학 졸업 이상인데 지잡대는 종합대학 구실을 전혀 못하기 때문이다.
둘째, 대한민국 국군의 모든 훈련과정 중에서 유일하게 영외 훈련을 하는 제도이다. 이 때문에 훈육장교의 사거리 밖으로 벗어나기가 일쑤이며 4학년 후보생이 훈육장교 몰래 3학년 후보생들을 집합시키는 일이 비일비재하며 이로 인한 병영부조리도 발생하고 있다. 각 군 사관학교의 3학년 및 4학년 기파생도는 교관의 통제하에 움직이는 인원이기 때문에 학군사관 4학년 후보생과는 본질적으로 다르다. 결국 군인임에도 불구하고 지나칠 정도로 통제를 하지 않는다는 커다란 문제점이 존재한다.
셋째, 가장 인원이 많음에도 불구하고 가장 복무기간이 짧다. 짧은 복무기간으로 인해 계속 지휘공백이 생기는 원인이 되고 있다. 일례로 1개 중대에 육군사관학교, 학사사관, 학군사관의 소대장이 복무하고 있는데 육군사관학교는 소대장을 1년만 하는 것이 원칙이기 때문에 1년 후 다른 부대로 전출가서 참모가 된다. 학사사관은 이미 계급이 대위(진)이다. 이 계급으로는 더 이상 소대장을 할 수 없으며 대위 지휘참모과정에 입교한다. 학군사관은 의무 복무기간이 전부 만료되었으므로 전역한다. 이렇게 되면 중대의 소대장 0명인 사태가 벌어지며 소대장 3명 전원이 신규 소대장인 탓에 업무에 많은 어려움을 겪게 된다. 이 문제점을 보완하는 방법으로는 학군사관의 정원을 어느 정도 줄이고 그 자리에 뛰어난 부사관을 준위로 진급시킨 뒤 소대장으로 배치하는 '전투지휘준사관'제도를 도입하는 것으로 해결할 수 있다. 전투지휘준사관은 임명되면 부사관으로서 복무했던 사단과는 다른 사단에서 준위 계급으로 소대장이 되어 20년 이상 소대장으로 재직하는 제도이다. 추가로 전투지휘준사관 제도를 도입하면 그만큼 소위가 적게 임관하기 때문에 장교의 인사 적체를 해소할 수 있는 또 하나의 장점이 존재한다.
넷째, 취업에 되려 마이너스 요소로 작용하는 탓에 지원자가 매년 감소하고 있다. 대기업에서는 국가에서 나이 제한을 금지 시키자 편법을 이용해 대학교를 졸업한 지 6~12개월 이내 또는 대학 졸업 예정자만 신입사원으로 입사를 받는 바람에 대학교를 졸업한 지 최소 2년 이상인 장교 전역자들은 되려 취업의 문이 점점 좁아지고 있다. 이로 인해 명문대 출신은 학군사관을 점점 기피하며 그래서 몇몇 대학교는 대령급 학군단(한 기수 당 50명 이상)에서 중령급 학군단(한 기수 당 15명 내외)으로 정원을 감축하고 있다.

## 학생군사교육단 목록

### 육군
다음은 육군 학생군사교육단이 설치된 대학 목록이다. 단번순이며, 권역은 학생군사학교의 분류를 따랐다. 설치연도는 분단 형식이 아닌, 정식으로 단번을 부여 받고 승격 혹은 설치된 연도를 기준으로 하였다.
| 단번 | 교명                                              | 권역                                              | 설치                                              | 비고                                              |
| ---- | ------------------------------------------------- | ------------------------------------------------- | ------------------------------------------------- | ------------------------------------------------- |
| 101  | 서울대학교                                        | 서울서부                                          | 1961                                              |                                                   |
| 102  | 고려대학교                                        | 서울동부                                          | 1961                                              |                                                   |
| 103  | 성균관대학교                                      | 서울동부                                          | 1961                                              | 인문사회과학캠퍼스                                |
| 1031 | 성균관대학교                                      | 경기북부                                          | 1980                                              | 자연과학캠퍼스                                    |
| 104  | 결번                                              | 결번                                              | 결번                                              | 결번                                              |
| 105  | 전남대학교                                        | 호남                                              | 1961                                              | 광주캠퍼스                                        |
| 1051 | 전남대학교                                        | 호남                                              |                                                   | 여수캠퍼스                                        |
| 106  | 전북대학교                                        | 호남                                              | 1961                                              |                                                   |
| 107  | 연세대학교                                        | 서울서부                                          | 1961                                              |                                                   |
| 108  | 경희대학교                                        | 서울동부                                          | 1961                                              | 서울캠퍼스                                        |
| 1081 | 경희대학교                                        | 경기북부                                          |                                                   | 국제캠퍼스                                        |
| 109  | 경북대학교                                        | 대구경북                                          | 1961                                              |                                                   |
| 110  | 부산대학교                                        | 부산경남                                          | 1961                                              |                                                   |
| 111  | 중앙대학교                                        | 서울서부                                          | 1961                                              | 서울캠퍼스                                        |
| 1111 | 중앙대학교                                        | 경기남부                                          | 1980                                              | 다빈치캠퍼스                                      |
| 112  | 동국대학교                                        | 서울서부                                          | 1961                                              |                                                   |
| 113  | 건국대학교                                        | 서울동부                                          | 1961                                              |                                                   |
| 114  | 결번                                              | 결번                                              | 결번                                              | 결번                                              |
| 115  | 한양대학교                                        | 서울동부                                          | 1961                                              |                                                   |
| 116  | 충남대학교                                        | 충청남부                                          | 1961                                              |                                                   |
| 117  | 동아대학교                                        | 부산경남                                          | 1961                                              |                                                   |
| 118  | 조선대학교                                        | 호남                                              | 1961                                              |                                                   |
| 119  | 한국외국어대학교                                  | 서울동부                                          |                                                   |                                                   |
| 120  | 인하대학교                                        | 경기북부                                          |                                                   |                                                   |
| 121  | 영남대학교                                        | 대구경북                                          |                                                   |                                                   |
| 122  | 경기대학교                                        | 경기남부                                          |                                                   |                                                   |
| 123  | 충북대학교                                        | 충청북부                                          |                                                   |                                                   |
| 124  | 결번                                              | 결번                                              | 결번                                              | 결번                                              |
| 125  | 단국대학교                                        | 경기남부                                          | 1965                                              | 죽전캠퍼스                                        |
| 1251 | 단국대학교                                        | 경기남부                                          | 1980                                              | 천안캠퍼스                                        |
| 126  | 경상국립대학교                                    | 부산경남                                          |                                                   |                                                   |
| 127  | 강원대학교                                        | 강원                                              | 1966                                              |                                                   |
| 128  | 원광대학교                                        | 호남                                              |                                                   |                                                   |
| 129  | 국민대학교                                        | 서울서부                                          |                                                   |                                                   |
| 130  | 명지대학교                                        | 경기북부                                          | 1970                                              |                                                   |
| 131  | 서강대학교                                        | 서울서부                                          |                                                   |                                                   |
| 132  | 인천대학교                                        | 경기북부                                          |                                                   |                                                   |
| 133  | 홍익대학교                                        | 서울서부                                          | 1972                                              | 서울캠퍼스                                        |
| 1331 | 홍익대학교                                        | 충청북부                                          | 1991                                              | 세종캠퍼스                                        |
| 134  | 결번                                              | 결번                                              | 결번                                              | 결번                                              |
| 135  | 국립공주대학교                                    | 충청남부                                          | 1974                                              |                                                   |
| 136  | 숭실대학교                                        | 서울서부                                          |                                                   |                                                   |
| 137  | 청주대학교                                        | 충청북부                                          |                                                   |                                                   |
| 138  | 계명대학교                                        | 대구경북                                          | 1977                                              |                                                   |
| 139  | 아주대학교                                        | 경기남부                                          | 1978                                              |                                                   |
| 140  | 울산대학교                                        | 대구경북                                          |                                                   |                                                   |
| 141  | 경남대학교                                        | 부산경남                                          | 1976                                              |                                                   |
| 142  | 광운대학교                                        | 서울동부                                          | 1980                                              |                                                   |
| 143  | 서울시립대학교                                    | 서울동부                                          | 1980                                              |                                                   |
| 144  | 전주대학교                                        | 호남                                              |                                                   |                                                   |
| 145  | 대구대학교                                        | 대구경북                                          |                                                   |                                                   |
| 146  | 한남대학교                                        | 충청남부                                          |                                                   |                                                   |
| 147  | 가톨릭관동대학교                                  | 강원                                              | 1981                                              |                                                   |
| 148  | 동의대학교                                        | 부산경남                                          |                                                   |                                                   |
| 149  | 경성대학교                                        | 부산경남                                          |                                                   |                                                   |
| 150  | 한국교원대학교                                    | 충청북부                                          |                                                   |                                                   |
| 151  | 가천대학교                                        | 경기북부                                          | 1985                                              |                                                   |
| 152  | 국립금오공과대학교                                | 대구경북                                          |                                                   |                                                   |
| 153  | 우석대학교                                        | 충청남부                                          |                                                   |                                                   |
| 154  | 결번                                              | 결번                                              | 결번                                              | 결번                                              |
| 155  | 국립군산대학교                                    | 호남                                              |                                                   |                                                   |
| 156  | 상지대학교                                        | 강원                                              | 1992                                              |                                                   |
| 157  | 국립부경대학교                                    | 부산경남                                          | 1992                                              |                                                   |
| 158  | 수원대학교                                        | 경기남부                                          |                                                   |                                                   |
| 159  | 국립순천대학교                                    | 호남                                              |                                                   |                                                   |
| 160  | 국립목포대학교                                    | 호남                                              |                                                   |                                                   |
| 161  | 국립경국대학교                                    | 대구경북                                          |                                                   |                                                   |
| 162  | 세종대학교                                        | 서울동부                                          |                                                   |                                                   |
| 163  | 국립강릉원주대학교                                | 강원                                              | 1992                                              |                                                   |
| 164  | 결번                                              | 결번                                              | 결번                                              | 결번                                              |
| 165  | 국립창원대학교                                    | 부산경남                                          |                                                   |                                                   |
| 166  | 호서대학교                                        | 충청북부                                          |                                                   |                                                   |
| 167  | 순천향대학교                                      | 충청북부                                          |                                                   |                                                   |
| 168  | 대전대학교                                        | 충청남부                                          |                                                   |                                                   |
| 169  | 목원대학교                                        | 충청남부                                          |                                                   |                                                   |
| 170  | 배재대학교                                        | 충청남부                                          | 1992                                              |                                                   |
| 171  | 한림대학교                                        | 강원                                              | 1992                                              |                                                   |
| 172  | 동신대학교                                        | 호남                                              |                                                   |                                                   |
| 173  | 인제대학교                                        | 부산경남                                          | 1992                                              |                                                   |
| 174  | 결번                                              | 결번                                              | 결번                                              | 결번                                              |
| 175  | 교육단 폐지(서울교육대학교, 2015)                 | 교육단 폐지(서울교육대학교, 2015)                 | 교육단 폐지(서울교육대학교, 2015)                 | 교육단 폐지(서울교육대학교, 2015)                 |
| 176  | 경인교육대학교                                    | 경기북부                                          | 1992                                              |                                                   |
| 177  | 교육단 폐지(대구교육대학교, 2015)                 | 교육단 폐지(대구교육대학교, 2015)                 | 교육단 폐지(대구교육대학교, 2015)                 | 교육단 폐지(대구교육대학교, 2015)                 |
| 178  | 교육단 폐지(부산교육대학교, 2015)                 | 교육단 폐지(부산교육대학교, 2015)                 | 교육단 폐지(부산교육대학교, 2015)                 | 교육단 폐지(부산교육대학교, 2015)                 |
| 179  | 교육단 폐지(광주교육대학교, 2015)                 | 교육단 폐지(광주교육대학교, 2015)                 | 교육단 폐지(광주교육대학교, 2015)                 | 교육단 폐지(광주교육대학교, 2015)                 |
| 180  | 교육단 폐지(춘천교육대학교, 2021)                 | 교육단 폐지(춘천교육대학교, 2021)                 | 교육단 폐지(춘천교육대학교, 2021)                 | 교육단 폐지(춘천교육대학교, 2021)                 |
| 181  | 교육단 폐지(진주교육대학교, 2015)                 | 교육단 폐지(진주교육대학교, 2015)                 | 교육단 폐지(진주교육대학교, 2015)                 | 교육단 폐지(진주교육대학교, 2015)                 |
| 182  | 폐교로 인한 교육단 폐지(서남대학교, 2018)         | 폐교로 인한 교육단 폐지(서남대학교, 2018)         | 폐교로 인한 교육단 폐지(서남대학교, 2018)         | 폐교로 인한 교육단 폐지(서남대학교, 2018)         |
| 183  | 세명대학교                                        | 강원                                              | 1993                                              |                                                   |
| 184  | 결번                                              | 결번                                              | 결번                                              | 결번                                              |
| 185  | 결번                                              | 결번                                              | 결번                                              | 결번                                              |
| 186  | 결번                                              | 결번                                              | 결번                                              | 결번                                              |
| 187  | 결번                                              | 결번                                              | 결번                                              | 결번                                              |
| 188  | 결번                                              | 결번                                              | 결번                                              | 결번                                              |
| 189  | 결번                                              | 결번                                              | 결번                                              | 결번                                              |
| 190  | 결번                                              | 결번                                              | 결번                                              | 결번                                              |
| 191  | 결번                                              | 결번                                              | 결번                                              | 결번                                              |
| 192  | 결번                                              | 결번                                              | 결번                                              | 결번                                              |
| 193  | 호남대학교                                        | 호남                                              |                                                   |                                                   |
| 194  | 결번                                              | 결번                                              | 결번                                              | 결번                                              |
| 195  | 서원대학교                                        | 충청북부                                          |                                                   |                                                   |
| 196  | 한성대학교                                        | 서울동부                                          |                                                   |                                                   |
| 197  | 결번                                              | 결번                                              | 결번                                              | 결번                                              |
| 198  | 대구한의대학교                                    | 대구경북                                          |                                                   |                                                   |
| 199  | 부산외국어대학교                                  | 부산경남                                          |                                                   |                                                   |
| 200  | 건양대학교                                        | 충청남부                                          | 2005                                              |                                                   |
| 201  | 서울과학기술대학교                                | 서울동부                                          | 2006                                              |                                                   |
| 202  | 상명대학교                                        | 서울서부                                          |                                                   | 서울캠퍼스                                        |
| 2021 | 상명대학교                                        | 충청북부                                          | 천안캠퍼스                                        |                                                   |
| 203  | 용인대학교                                        | 경기남부                                          |                                                   |                                                   |
| 204  | 결번                                              | 결번                                              | 결번                                              | 결번                                              |
| 205  | 강남대학교                                        | 경기북부                                          |                                                   |                                                   |
| 206  | 서경대학교                                        | 서울서부                                          | 2007                                              |                                                   |
| 207  | 가톨릭대학교                                      | 경기북부                                          |                                                   |                                                   |
| 208  | 대진대학교                                        | 강원                                              |                                                   |                                                   |
| 209  | 백석대학교                                        | 충청남부                                          | 2007                                              |                                                   |
| 210  | 한밭대학교                                        | 층청남부                                          | 2006                                              |                                                   |
| 211  | 선문대학교                                        | 충청북부                                          | 2006                                              |                                                   |
| 212  | 대구가톨릭대학교                                  | 대구경북                                          |                                                   |                                                   |
| 213  | 동양대학교                                        | 대구경북                                          | 2007                                              |                                                   |
| 214  | 결번                                              | 결번                                              | 결번                                              | 결번                                              |
| 215  | 동명대학교                                        | 부산경남                                          |                                                   |                                                   |
| 216  | 평택대학교                                        | 경기남부                                          |                                                   |                                                   |
| 217  | 숙명여자대학교                                    | 서울서부                                          | 2010                                              | 여자대학 최초                                     |
| 218  | 성신여자대학교                                    | 서울동부                                          |                                                   |                                                   |
| 219  | 폐교로 인한 교육단 폐지(경남과학기술대학교, 2021) | 폐교로 인한 교육단 폐지(경남과학기술대학교, 2021) | 폐교로 인한 교육단 폐지(경남과학기술대학교, 2021) | 폐교로 인한 교육단 폐지(경남과학기술대학교, 2021) |
| 220  | 경동대학교                                        | 강원                                              | 2012                                              |                                                   |
| 221  | 광주대학교                                        | 호남                                              |                                                   |                                                   |
| 222  | 남서울대학교                                      | 경기남부                                          |                                                   |                                                   |
| 223  | 우송대학교                                        | 충청남부                                          |                                                   |                                                   |
| 224  | 결번                                              | 결번                                              | 결번                                              | 결번                                              |
| 225  | 이화여자대학교                                    | 서울서부                                          | 2016                                              |                                                   |
| 1021 | 고려대학교 세종캠퍼스                             | 충청북부                                          |                                                   |                                                   |
| 1071 | 연세대학교 미래캠퍼스                             | 강원                                              |                                                   |                                                   |
| 1121 | 동국대학교 WISE캠퍼스                             | 대구경북                                          |                                                   |                                                   |
| 1131 | 건국대학교 GLOCAL캠퍼스                           | 강원                                              |                                                   |                                                   |
| 1151 | 한양대학교 ERICA캠퍼스                            | 경기북부                                          |                                                   |                                                   |

### 해군과 해병대
| 단번 | 교명               | 권역        | 설치 | 비고             |
| ---- | ------------------ | ----------- | ---- | ---------------- |
| 1001 | 한국해양대학교     | (구분 없음) |      | 해병대 지원 가능 |
| 1002 | 제주대학교         | (구분 없음) |      | 해병대 지원 가능 |
| 1003 | 국립부경대학교     | (구분 없음) | 1973 | 해병대 지원 가능 |
| 2002 | 국립목포해양대학교 | (구분 없음) |      |                  |
| 1004 | 국립목포해양대학교 | (구분 없음) |      | 해병대 지원 가능 |

### 공군
| 단번 | 교명               | 권역        | 설치 | 비고 |
| ---- | ------------------ | ----------- | ---- | ---- |
| 1    | 한국항공대학교     | (구분 없음) |      |      |
| 2    | 한서대학교         | (구분 없음) |      |      |
| 3    | 한국교통대학교     | (구분 없음) | 2013 |      |
| 4    | 서울과학기술대학교 | (구분 없음) |      |      |
| 5    | 경상국립대학교     | (구분 없음) |      |      |
| 6    | 숙명여자대학교     | (구분 없음) |      |      |
| 7    | 연세대학교         | (구분 없음) |      |      |

## 폐지된 학군단
- 서울교육대학교 - 제175학생군사교육단 (2015년 폐지/후보생 지원 계획, 학생 관심도 등 미흡)
- 대구교육대학교 - 제177학생군사교육단 (2015년 폐지/후보생 지원 계획, 학생 관심도 등 미흡)
- 부산교육대학교 - 제178학생군사교육단 (2015년 폐지/후보생 지원 계획, 학생 관심도 등 미흡)
- 광주교육대학교 - 제179학생군사교육단 (2015년 폐지/후보생 지원 계획, 학생 관심도 등 미흡)
- 진주교육대학교 - 제181학생군사교육단 (2015년 폐지/후보생 지원 계획, 학생 관심도 등 미흡)
- 서남대학교 - 제182학생군사교육단 (2018년 폐지/학교 폐교)
- 춘천교육대학교 - 제180학생군사교육단 (2021년 폐지/후보생 지원 계획, 학생 관심도 등 미흡)

## 외국의 사례
대한민국 이외에는 미국, 인도 등 몇개 안 되는 나라에서만 학군사관 제도를 운영하고 있으며 대부분 운영하지 않고 있다.

### 미국
예비장교훈련단 (ROTC)을 운영하고 있으며 지원 자격은 미성년자 예비장교훈련단 (JROTC) 출신이어야 한다. 미성년자 예비장교훈련단 (JROTC)은 초등학교부터 훈련을 받으며 주로 제식훈련이나 전쟁사 등을 공부하지만 직접적인 군사훈련은 하지 않는다. 예비장교훈련단 (ROTC)의 경우 미성년자 예비장교훈련단 (JROTC) 출신이 대학교에 진학하면 대학교 1학년부터 이어서 훈련하며 4년간 훈련을 받는다.
미국의 학군사관은 소위로 임관하는 인원은 미군 장교 중에서 가장 많은 비중을 차지하는 그린 투 골드(Green To Gold)와 동일하지만 대부분 석사장교처럼 소위 임관과 동시에 예비역으로 전역하며 타 출신 장교의 결원 만큼만 현역에 배치되는데 많게는 5%, 적게는 1~2% 정도만 현역으로 배치된다.
미국에서 만기 전역한 인원 중 병역이 예비역 소위인 사람이 있다면 100% ROTC 출신이라고 보면 무방하다. 미군은 대한민국 국군과는 달리 소위로 임관한 다음 현역으로 2년을 복무해야 중위로 진급하는데 보통 3년 이상 복무하므로 비(非) ROTC 출신은 최소 중위 이상으로 제대한다. 이는 ROTC의 원래 의미인 장교로 징병할 인원을 미리 훈련시키는 것에 부합한다.

## 같이 보기
- 예비장교훈련단 (미국 ROTC)
- 미성년자 예비장교훈련단 (JROTC)